# 1298

## Esdeveniments
Països Catalans
- Jaume II de Mallorca determina que es construeixi la vila d'Alcúdia
- 15 de març - Jaume II el Just funda el monestir de Santa Maria de la Valldigna.[1]
- Maig - Comença la construcció de la catedral gòtica de Barcelona
- Juny - Tractat d'Argelers, pel qual la vall d'Aran passa a ser administrada fiduciàriament per Jaume II de Mallorca

Resta del món
- Fushimi, emperador del Japó abdica en favor del seu fill Go-Fushimi
- Setge de Siracusa en el marc de la guerra de Sicília
- El rei txitximeca Tlohtzin és succeït pel rei Quinatzin
- Juliol - Albert I d'Habsburg succeeix Adolf de Nassau com a emperador del Sacre Imperi Romanogermànic
- 22 de juliol - Batalla de Falkirk entre les tropes angleses d'Eduard I d'Anglaterra i les escoceses de William Wallace
- 8 de setembre - Batalla de Curzola entre les flotes genovesa i veneciana

## Naixements
- Carles de Calàbria, futur príncep de Nàpols i duc de Calàbria
- Elisabet de Caríntia, reina consort de Sicília per la seva unió matrimonial amb Pere II de Sicília el 1323
- 12 de desembre - Albert II d'Àustria

## Necrològiques
- Joan de Pròixida, incitador de les Vespres sicilianes
- 11 de juny - Violant de Polònia, princesa d'Hongria, posteriorment venerada com a beata
- Juliol - Jaume de Voràgine, autor de la Llegenda àuria
- 2 de juliol - Adolf de Nassau és derrotat i mort en la batalla de Göllheim
- 23 de juliol - Toros III, rei d'Armènia Menor
- 29 d'agost - Elionor d'Anglaterra, vídua d'Alfons III d'Aragó, mor a Gant
- 11 de setembre - Felip d'Artois, senyor de França
- 29 de novembre - Guiu I Montefeltro mor a Assís